# Reljef
 Ovo je glavno značenje pojma Reljef. Za druga značenja pogledajte Reljef (razdvojba).
Reljef (starofr. relief) čine sve ravnine i neravnine na Zemljinoj površini. Proučava ga geomorfologija. Na zemljovidima se može označiti bojom, izohipsama, kotama.
Broj čimbenika poredanih od tektonike ploča do erozije i odlaganja, mogu stvarati i utjecati na reljef. Biološki čimbenici mogu isto utjecati na reljef poput biljaka koje imaju ulogu u razvoju sustava dina i slanih močvara te djelovanje koralja i algi na oblikovanje koraljnih grebena.  

## Reljefni oblici
- kontinent
- stijene
- zaravan
- vapnenačka podloga

### strminski reljef
- brdo
- cesta
- dolina
- hrbat
- klif
- planina
- razvođe
- strmina
- škarpa
- terasa

### obalni,morskiioceanskireljef
- bad
- barijera i barijerni otok
- delta
- draga
- estuarij
- fjord
- greben
- hrid
- klif
- koraljni greben
- laguna
- pličina (šelf) (razlikovati od plićaka)
- luk
- more
- obala
- ocean
- oceanski hrbat i oceanski jarak
- otok, otočić, otočni luk, otočje i atol
- plaža i povišena plaža
- poluotok
- prevlaka
- rias
- rt
- slana močvara
- spilja
- sustav dina
- tjesnac
- tombolo
- uvala, zaton i zaljev
- ždrijelo

### riječnireljef
- bara
- bazen
- brana
- delta
- dolina i žlijeb
- estuarij
- izvor
- jezero
- klif
- korito
- meandar
- močvara
- naplavna ravan
- nasip
- otok
- plaža
- potkova
- provalija
- razvodnica
- rijeka
- slijev
- spilja
- terasasti tok
- tok
- ušće
- vododerina
- vodopad
- ždrijelo i kanjon

### planinski i ledenjački reljef
- cirk
- dolina
- drumlin
- drumlinsko polje
- esker
- fjord
- isprana ravan
- kame
- kame delta
- kotao
- ledenjačka dolina
- ledenjački rukavac
- ledenjak
- morena
- pingo
- planina i planinski lanac
- terasasti tok
- viseća dolina

### vulkanski reljef
- gejzir
- grotlo
- kaldera
- lavasta kupola
- oceanski hrbat
- oceanski jarak
- pepeljasti stožac
- tok lave
- vulkan, vulkanski štit i kompozitni vulkan (ili stratovulkan)
- vulkanski otok

### erozijski reljef
Reljef koji nastaje erozijom i trošenjem obično se javlja na obalama ili rijekama te se mnogi pojavljuju iznad i ispod istih. Neki reljefni erozijski oblici koji se ne ubrajaju u gornje kategorije uključuju:
- klanac (kanjon)
- kuk
- spilju (pećinu)
- vapnenačku podlogu

Depozitni reljef oblikovan je odlaganjem (depozicijom) tereta ili sedimenta (obično obalnog ili riječnog).[nedostaje izvor] Eolski reljef oblikovan je vjetrom.